# Gare de Saint-Raphaël-Valescure
Gare de Saint-Raphaël-Valescure vasútállomás Franciaországban, Saint-Raphaël településen.

## Vasútvonalak
Az állomást az alábbi vasútvonalak érintik:
- Marseille–Ventimiglia-vasútvonal
- Chemin de fer Toulon - Saint-Raphaël

## Kapcsolódó állomások
A vasútállomáshoz az alábbi állomások vannak a legközelebb:
- Gare de Boulouris-sur-Mer
- Gare de Fréjus
- Gare de Cannes
- Sainte-Maxime train station